# Régis Loisel
Régis Loisel (ur. 4 grudnia 1951) – francuski twórca komiksów. Jest autorem lub współautorem takich serii komiksowych jak: W poszukiwaniu Ptaka Czasu, Piotruś Pan, Skład główny, Wielki Martwy.
Pracował ze studiem Walta Disneya przy filmach Atlantyda, zaginione miasto i Mulan.
Dla francuskiego wydawnictwa Glénat stworzył komiks disnejowski ,,Café Zombo", który nawiązuje do pasków z Myszką Miki Floyda Gottfredsona z lat 30 XX wieku .